# Mobula tarapacana
Mobula tarapacana, comúnmente conocida como móbula chilena, es una especie de raya perteneciente al género Mobula. Se distribuye de manera circuntropical en todos los océanos, habitando en aguas tropicales, subtropicales y templadas, con la ubicación más septentrional confirmada en el Mar de Okhotsk. Se considera principalmente oceánica, dándose agregaciones en montes submarinos, pero también se encuentra en zonas costeras.

## Descripción morfológica
M. tarapacana puede llegar a medir 340 centímetros de ancho de disco, con una media de 200-270 cm, y pesar hasta 400kg. Se caracteriza por su color dorsal marrón-oliváceo. Adicionalmente, tienen una distintiva cresta dorsal que recorre el largo de su cuerpo por la parte dorsal. Por su parte ventral es blanca con un sombreado gris irregular que puede usarse para foto-identificar a cada individuo. Las aletas pectorales son marcadamente falcadas y tiene una apariencia de "cuello largo". Su cola es más corta que la anchura del disco y está cubierta de escamas. Sus placas branquiales son blancas y negras.

## Reproducción
Se considera que puede llegar a vivir al menos 15 años, alcanzando la madurez sexual a los 5-6 años. Se ha inferido que producen solo una cría cada 1-3 años .

## Comportamiento
La especie es altamente móvil y capaz de realizar migraciones significativas, con registros de hasta 3,800 km en siete meses. Tiene el récord de buceo profundo alcanzando los 2.000 m (6.562 pies) , donde las temperaturas caen por debajo de los 4 grados Celsius. Se considera que para ello cuentan con una red de venas y arterias, retia mirabilia, que mantiene caliente su cerebro .
Se alimenta de plancton y peces por filtración a través de sus placas branquiales. 
Se conocen agregaciones de grupos de esta especie en los archipiélagos oceánicos de Azores y Sain Peter and Saint Paul Archipelago (SPSA).

## Amenazas
Las características biológicas y de comportamiento de las móbulas (bajas tasas de reproducción, madurez tardía y comportamiento de agregación) hacen que estas especies sean especialmente vulnerables a las amenazas, destacando la sobreexplotación pesquera y capturas incidentales.M. tarapacana es capturada de forma directa en India, Sri Lanka e Indonesia. Esta especie también es una captura incidental en muchas pesquerías de pequeña y gran escala, con gran parte de estas capturas no reportadas. La falta de datos específicos sobre capturas por especie, esfuerzo pesquero y datos poblacionales requiere el uso de inferencias generales del género para evaluar la reducción de las poblaciones.
Son capturadas por su carne (para consumo humano o alimento para animales), piel, cartílago, aceite de hígado, aletas y placas branquiales. Las aletas pectorales y las placas branquiales se exportan a Asia, siendo las placas branquiales usadas para tónicos de salud.
Se ha estimado una reducción de las poblaciones del 50-79% en los últimos 38 años, y se espera que continúe disminuyendo debido a la continua demanda de productos de alto valor. En 2014, fueron clasificadas como especie en peligro debido a una creciente demanda de sus branquias.